# Dorpskerk van Reinberg
De Dorpskerk van Reinberg (Dorfkirche Reinberg) is een 13e-eeuws kerkgebouw in het voor-pommerse dorp Reinberg (gemeente Sundhagen)

## Geschiedenis
In het midden van de 13e eeuw werd met de bouw van de dorpskerk begonnen. Het koor werd het eerst opgericht, het kerkschip volgde in de eerste helft van de 14e eeuw en omstreeks het jaar 1400 werd begonnen met de bouw van de toren voor de westelijke muur. De sacristie aan de noordelijke muur dateert uit de 15e eeuw.
De kerk betreft een drieschepig gebouw van baksteen met twee traveeën. Het oudste deel, het ingesnoerde koor, werd opgetrokken van veldstenen. Om het gehele koor loopt een fries voorzien van consoles. De oostelijke puntgevel wordt beheerst een groep van drie spitsboogvensters en daarboven een groep van vijf blinde spitsboognissen. Langs de rand van de topgevel loopt een rondboogfries.
Aan het westen van het gebouw sluit een rechthoekige toren van baksteen aan. De lengtemuren van het kerkschip hebben steunberen en hoeklisenen. 

## Bijzonderheden
Bij de kerk staat een linde, de zogenaamde Reinberger Linde, die op een ouderdom van circa 1000 jaar wordt geschat. Daarmee is de boom aanmerkelijk ouder dan de kerk. 
Op het kerkhof staat een verzoeningssteen uit het midden van de 15e eeuw. Dergelijke stenen werden in de middeleeuwen ter boetedoening opgericht op plaatsen waar iemand was vermoord. De steen is circa 2,20 meter hoog en 60 cm breed en herinnert aan de omgebrachte Hayno van der Beken. De vermoorde Hayno is links onder op de steen afgebeeld, in het midden de gekruisigde Christus met een zon en maan en daarboven in het rondvormige deel een kruis in de vorm van een ijzeren kruis. Om dit kruis staat de tekst orate pro hayno van der beken (Bid voor Hayno van der Beken). De afgebeelde Hayo wendt zich tot Christus met de woorden miserari mei do(mino) (Heer, ontferm U over mij). Aan de verzoeningssteen zijn meerdere legenden verbonden

## Inrichting
Het koor wordt door een kruisribgewelf overdekt, de sacristie door een stergewelf. Het kerkschip heeft een vlak plafond van houten planken. Tussen de achthoekige pijlers bevinden zich spitsbogige arcaden. De muurbeschilderingen in het koor dateren uit de 14e eeuw. De orgelgalerij werd in 1838 gebouwd. 
- Het doopvont is 14e-eeuws.
- De kansel met het klankbord werd in 1722 gemaakt.
- De altaaropzet stamt uit 1726-1727 en werd door Florian Keßler uit Stralsund vervaardigd.
- Boven het altaar bevindt zich in het gewelf een groot fresco van een genadestoel.
- De herenbanken dateren uit de 17e eeuw, respectievelijk 1818. Het gestoelte is eveneens 17e-eeuws.

## Klokken
De beide klokken van de kerk dateren uit de 14e en het midden van de 15e eeuw.

## Afbeeldingen

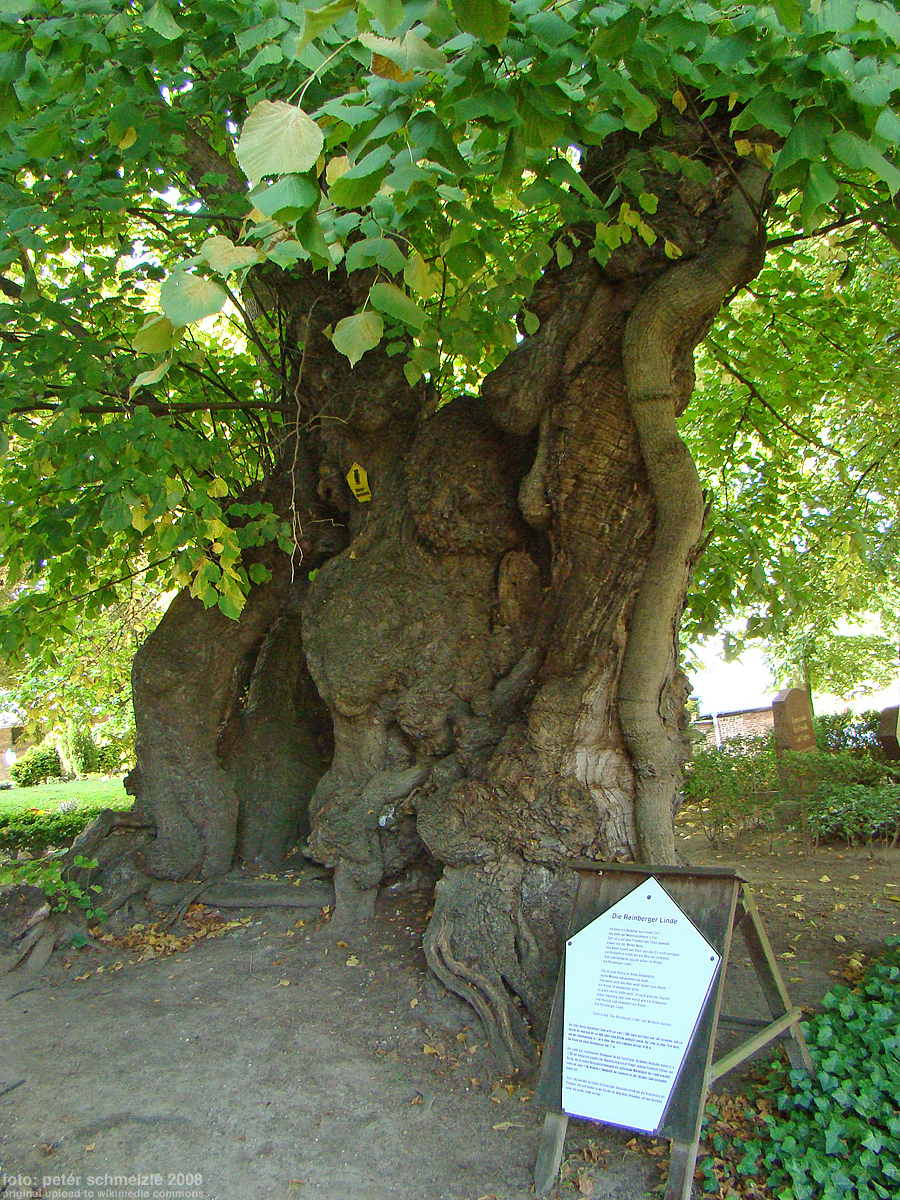
De 1000-jarige linde
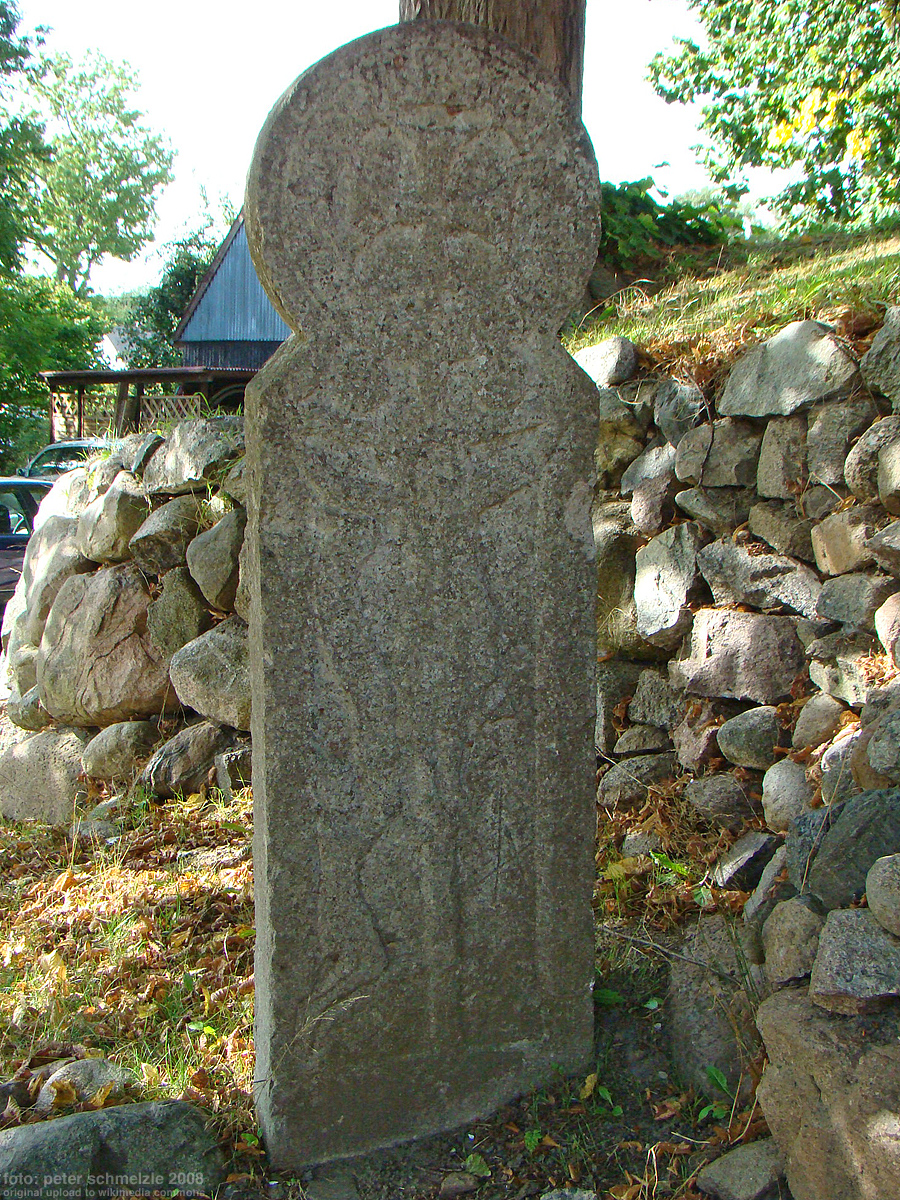
Verzoeningssteen